# ایوو بوبول
ایوو بوبول (اوکراینی: Іво Бобул؛ زادهٔ ۱۷ ژوئن ۱۹۵۳) خواننده اهل اتحاد جماهیر شوروی سوسیالیستی است. وی از سال ۱۹۸۰ میلادی تاکنون مشغول فعالیت بوده‌است.